# ジョン・マコーン

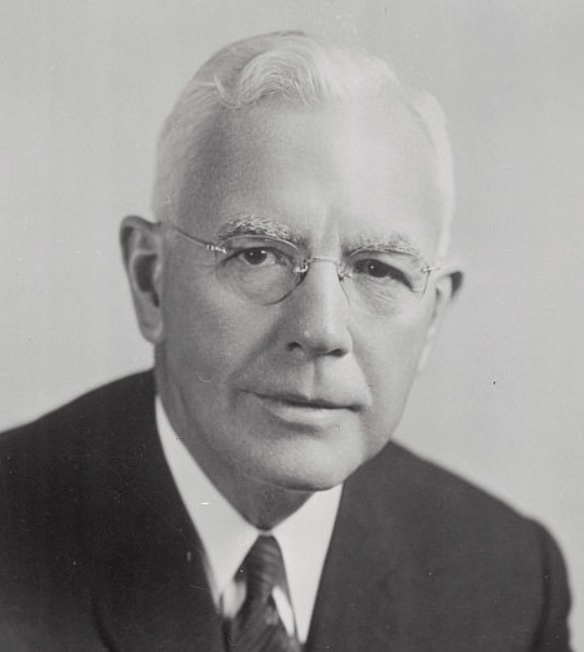
ジョン・マコーン

ジョン・アレクサンダー・マコーン(John Alexander McCone, 1902年1月4日 - 1991年2月14日)は、アメリカのビジネスマン、政治家。ベクテル・マコーン社（Bechtel-McCone Company）の社長(1937-1945)を務めた後、トルーマン政権で国防次官(1948)、空軍次官(1950-1951)、アイゼンハワー政権下で原子力委員会委員長(1958-1961)、ケネディ・ジョンソン両政権下で中央情報長官（CIA長官）(1961-1965)を務めた。

## 経歴
カリフォルニア州サンフランシスコに生まれ、1922年カリフォルニア大学バークレー校を卒業し、機械工学の学位を得た。1937年、米国大手建設会社ベクテル（Bechtel）の二代目ステファン・ベクテル（Stephen David Bechtel, Sr.）の共同経営者となり、ベクテル・マコーン社を設立させた(ステファン・ベクテルが会長、ジョン・マコーンが社長, 1937-1945)。その後国防次官(1948)、空軍副長官(1950-1951)を経て1958年から1961年、アイゼンハワー政権下で原子力委員会委員長を務めた。

## CIA長官職
1961年11月、ケネディはアレン・ダレスCIA長官の解任を発表し、ジョン・マコーンを新長官に指名した。CIA長官として彼はキューバ危機、ベトナム戦争などに関わったが、実権をアレン・ダレスの部下たちに奪われていた為、重要な作戦に関与することが出来ない立場に置かれていた。その結果としてケネディ政権下のCIAで練られていたキューバ指導者であるカストロ暗殺計画に関してジョン・F・ケネディ大統領やロバート・F・ケネディ司法長官はもとより、CIA長官のマコーンにも全く知らされていなかった(上院暗殺事件調査特別委員会報告)。

## CIA長官後
ジョンソン政権下でスラム街再開発に関する委員会の委員を務めた。この同委員にはかつて共同経営を行ったステファン・ベクテルも含まれていた。
| 公職                                  | 公職                                                      | 公職                            |
| ------------------------------------- | --------------------------------------------------------- | ------------------------------- |
| 先代 アーサー・スタンホープ・バロウズ | アメリカ合衆国空軍次官 1950年6月15日 - 1951年10月12日     | 次代 ロスウェル・ギルパトリック |
| 先代 アレン・ウェルシュ・ダレス       | アメリカ合衆国中央情報長官 1961年11月29日 - 1965年4月28日 | 次代 ウィリアム・レイボーン     |